# Ánfora de los caballos

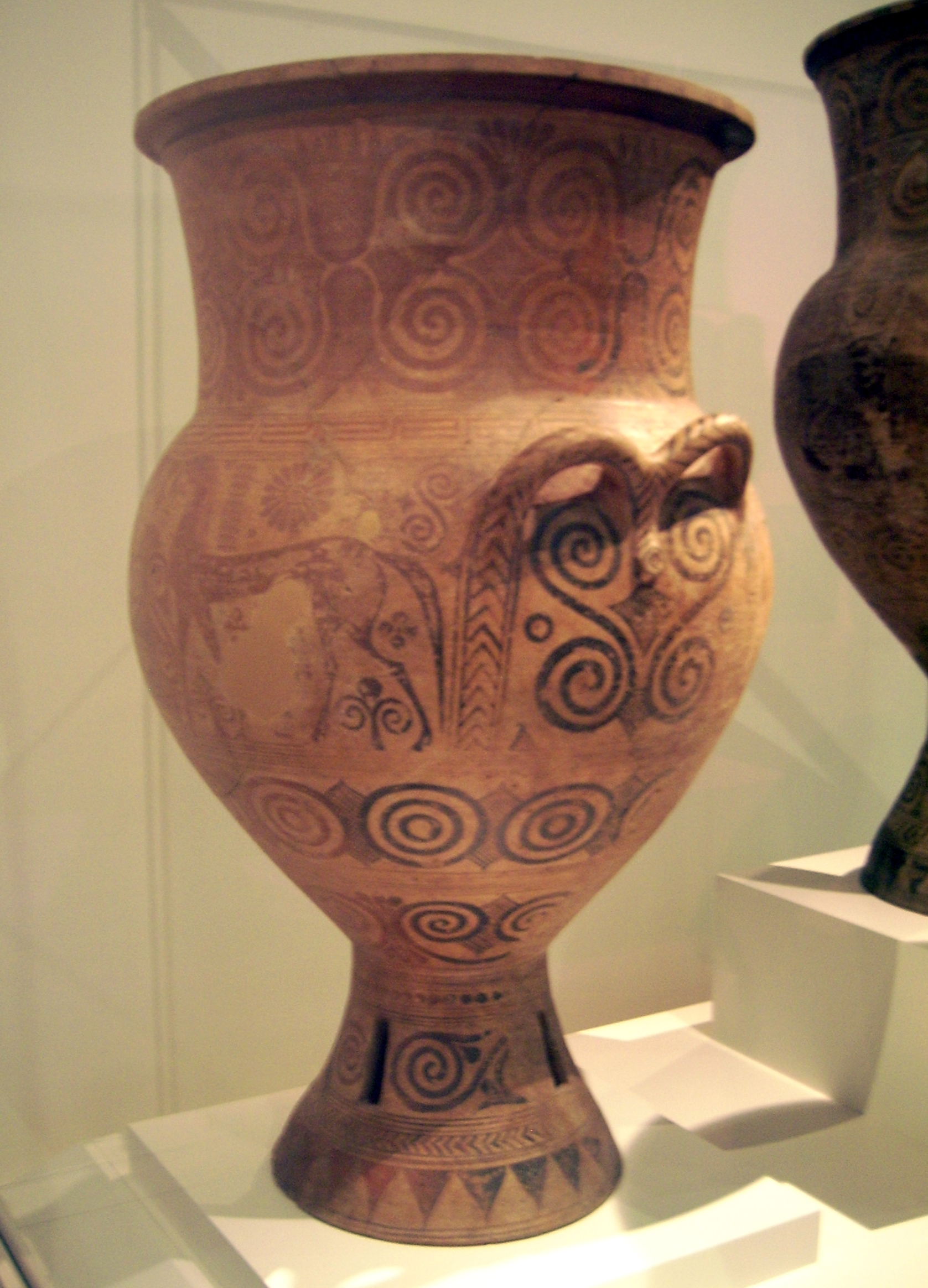
El ánfora de los caballos en Atenas.

El Ánfora de los caballos es el nombre que recibe una pithánfora melia del Museo Arqueológico Nacional de Atenas con el número de inventario 913. Está datada en torno al año 660 a. C.
El Ánfora de caballo es la más antigua pithánfora melia conocida y se encuentra entre los ejemplares más grandes de este tipo. El ánfora tiene 88 centímetros de altura, la tapa no se conserva.
El nombre del vaso deriva de su imagen principal, que muestra dos caballos esbeltos, gráciles y de patas largas, uno al lado del otro. Los dos están separados por una palmeta. Mientras que sus cuerpos se muestran como siluetas, las cabezas se representan con contornos. El espacio vacío se rellena con diversos motivos, entre ellos zigzags que recuerdan las imágenes anteriores del Grupo Ad, aunque los dibujos son mucho más detallados que los de este grupo. Además de los zigzags, también hay volutas dobles y rosetas de hojas. En el cuello hay voluta doble y saliente que se rellena con un sombreado en forma de cruz. Las dos bandas ornamentales del cuerpo del recipiente están decoradas con dobles volutas más sencillas y círculos concéntricos. Las asas dobles horizontales recuerdan a los cuernos de las cabras (o, en realidad, a cualquier cosa curva...). En la parte trasera hay otros dos caballos enfrentados que, sin embargo, se han representado de forma diferente a los caballos de la parte delantera. Por tanto, ambos lados estaban decorados, pero la parte trasera se ha descascarillado en su mayor parte. 
El motivo del caballo encaja con su uso como vaso funerario, ya que el caballo tenía un simbolismo sepulcral. 